# Llista de monuments de Teià
Llista de monuments de Teià inclosos en l'Inventari del Patrimoni Arquitectònic Català per al municipi de Teià (Maresme). Inclou els inscrits en el Registre de Béns Culturals d'Interès Nacional (BCIN) amb la classificació de monuments històrics, els Béns Culturals d'Interès Local (BCIL) de caràcter immoble i la resta de béns arquitectònics integrants del patrimoni cultural català.
| Monument                                                       | Protecció    | Estil/època                        | Localització                                                                     | Coordenades                                          | Codi?     | Imatge |
| -------------------------------------------------------------- | ------------ | ---------------------------------- | -------------------------------------------------------------------------------- | ---------------------------------------------------- | --------- | --- |
| Creu de terme de Teià, Creu de terme de Can Llaurador          | BCIN 4054-MH | Gòtic XVI                          | Teià Av. José Roca Suárez, 32                                                    | 41° 29′ 38″ N, 2° 19′ 23″ E / 41.493877°N,2.323093°E | IPA-30877 | Creu de terme de Can Llaurador (Teià) · Vegeu més fotos d'aquest monument · Carregueu una nova foto d'aquest monument     |
| Masia i torre de Cal Baster, o Cal Basté                       | BCIN 4149-MH | Gòtic XV                           | Teià C. Antonio Machado, 29                                                      | 41° 29′ 58″ N, 2° 19′ 18″ E / 41.499357°N,2.321649°E | IPA-9078  | Masia i torre de Cal Baster (Teià) · Vegeu més fotos d'aquest monument · Carregueu una nova foto d'aquest monument        |
| Can Terradas, Can Tarradas                                     | BCIL 2016    | Eclecticisme XIX                   | Teià C. Josep Puig-oriol, 10                                                     | 41° 29′ 47″ N, 2° 19′ 17″ E / 41.496516°N,2.32133°E  | IPA-9064  | Can Terradas (Teià) · Vegeu més fotos d'aquest monument · Carregueu una nova foto d'aquest monument                       |
| Ca la Lola                                                     | BCIL 2016    | Gòtic XV, XVI                      | Teià C. Narcís Monturiol                                                         | 41° 29′ 44″ N, 2° 19′ 27″ E / 41.495633°N,2.324305°E | IPA-9065  | Ca la Lola (Teià) · Vegeu més fotos d'aquest monument · Carregueu una nova foto d'aquest monument                         |
| Can Puig-oriol                                                 | BCIL 2016    | Neoclassicisme XIX Final           | Teià C. Josep Puig-oriol, 39                                                     | 41° 29′ 46″ N, 2° 19′ 17″ E / 41.496218°N,2.321497°E | IPA-9066  | Can Puig-oriol (Teià) · Vegeu més fotos d'aquest monument · Carregueu una nova foto d'aquest monument                     |
| Casa Pol                                                       | BCIL 2016    | Obra popular XVIII Inici           | Teià C. Berenguer Raudors, 9                                                     | 41° 30′ 01″ N, 2° 19′ 19″ E / 41.500368°N,2.321926°E | IPA-9068  | Casa Pol (Teià) · Vegeu més fotos d'aquest monument · Carregueu una nova foto d'aquest monument                           |
| Can Godó, Casa Godó, Can Messeguer                             | BCIL 2016    | Modernisme XIX Final               | Teià C. Sebastià Dalmau, 2                                                       | 41° 30′ 06″ N, 2° 19′ 12″ E / 41.501777°N,2.320132°E | IPA-9070  | Can Godó (Teià) · Vegeu més fotos d'aquest monument · Carregueu una nova foto d'aquest monument                           |
| Can Barrera                                                    | BCIL 2016    | Obra popular XIV, XVIII            | Teià C. Berenguer Raudors, 20 - Torrent del Dr. Barrera                          | 41° 30′ 00″ N, 2° 19′ 19″ E / 41.499952°N,2.322025°E | IPA-9073  | Can Barrera (Teià) · Vegeu més fotos d'aquest monument · Carregueu una nova foto d'aquest monument                        |
| Can Wertheïm, Can Freixas, Torre dels Gegants, Manso Valls     | BCIL 2016    | Obra popular XVII                  | Teià C. Sebastià Dalmau, 9                                                       | 41° 30′ 09″ N, 2° 19′ 12″ E / 41.502433°N,2.319916°E | IPA-9075  | Can Wertheïm (Teià) · Vegeu més fotos d'aquest monument · Carregueu una nova foto d'aquest monument                       |
| Casa Bru, Casa Fivaller                                        | BCIL 2016    | Gòtic, historicisme X, XV, XX      | Teià Torrent de Casa Bru, 9                                                      | 41° 29′ 56″ N, 2° 19′ 11″ E / 41.498869°N,2.319613°E | IPA-9080  | Casa Bru (Teià) · Vegeu més fotos d'aquest monument · Carregueu una nova foto d'aquest monument                           |
| Ca la Cecília, Villa Carmen, Cal Dr. Mariano                   | BCIL 2016    | Eclecticisme XIX Final             | Teià Pg. de la Riera, 90-94                                                      | 41° 29′ 56″ N, 2° 19′ 17″ E / 41.498796°N,2.321441°E | IPA-9084  | Ca la Cecília (Teià) · Vegeu més fotos d'aquest monument · Carregueu una nova foto d'aquest monument                      |
| Can Sala, Casa de Dalt, Mas Sala, Casa de Dalt de Can Dardanyà | BCIL 2016    | Gòtic XVI, XVIII                   | Teià C. Can Bassols, 2-18                                                        | 41° 30′ 02″ N, 2° 19′ 03″ E / 41.500564°N,2.317434°E | IPA-9085  | Can Sala (Teià) · Vegeu més fotos d'aquest monument · Carregueu una nova foto d'aquest monument                           |
| Can Solanes, Torre Sala, Torre Solanes, Torre Rosa             | BCIL 2016    | Noucentisme XX                     | Teià C. Can Bassols, 2-18                                                        | 41° 30′ 02″ N, 2° 19′ 01″ E / 41.500436°N,2.316942°E | IPA-9086  | Can Solanes (Teià) · Vegeu més fotos d'aquest monument · Carregueu una nova foto d'aquest monument                        |
| Can Móra                                                       | BCIL 2016    | Gòtic XVI                          | Teià Torrent de Can Munt                                                         | 41° 30′ 17″ N, 2° 19′ 05″ E / 41.504598°N,2.318139°E | IPA-9087  | Can Móra (Teià) · Vegeu més fotos d'aquest monument · Carregueu una nova foto d'aquest monument                           |
| Llar Infantil Santa Rosalia, les Monges, Manso Arnau           | BCIL 2016    | Obra popular XVII, XIX             | Teià C. Torrent de les Monges, 23-29                                             | 41° 29′ 49″ N, 2° 19′ 14″ E / 41.497015°N,2.320513°E | IPA-9088  | Llar Infantil Santa Rosalia (Teià) · Vegeu més fotos d'aquest monument · Carregueu una nova foto d'aquest monument        |
| Església parroquial de Sant Martí de Teià                      | BCIL 2016    | Gòtic-Renaixement XVI              | Teià Baixada de les Moreres, 7                                                   | 41° 30′ 00″ N, 2° 19′ 11″ E / 41.499863°N,2.319697°E | IPA-9091  | Església parroquial de Sant Martí de Teià · Vegeu més fotos d'aquest monument · Carregueu una nova foto d'aquest monument |
| Can Torrents, Ca l'Antigó                                      | BCIL 2016    | Gòtic XVI                          | Teià Pl. Sant Jaume, 5                                                           | 41° 30′ 00″ N, 2° 19′ 09″ E / 41.499939°N,2.319188°E | IPA-9094  | Can Torrents (Teià) · Vegeu més fotos d'aquest monument · Carregueu una nova foto d'aquest monument                       |
| Ca l'Uriach, Ca l'Oriac                                        | BCIL 2016    | Obra popular XVII                  | Teià Ctra. el Turó i Ca l'Oriac                                                  | 41° 30′ 25″ N, 2° 18′ 52″ E / 41.506856°N,2.314334°E | IPA-9096  | Ca l'Oriac (Teià) · Vegeu més fotos d'aquest monument · Carregueu una nova foto d'aquest monument                         |
| Can Lledó, Can Lladó                                           | BCIL 2016    | Gòtic XIV                          | Teià C. de l'Empordà, 22                                                         | 41° 30′ 19″ N, 2° 18′ 57″ E / 41.505331°N,2.315843°E | IPA-9097  | Can Lledó (Teià) · Vegeu més fotos d'aquest monument · Carregueu una nova foto d'aquest monument                          |
| Ca l'Estartús, Can Parés                                       | BCIL 2016    | Modernisme XX Inici                | Teià C. Folch i Torres, 15                                                       | 41° 29′ 52″ N, 2° 19′ 26″ E / 41.497745°N,2.323939°E | IPA-9098  | Ca l'Estartús (Teià) · Vegeu més fotos d'aquest monument · Carregueu una nova foto d'aquest monument                      |
| La Torre Nova, Villa Glòria, Ca n'Olivella                     | BCIL 2016    | Noucentisme XX Inici               | Teià Pg. de la Riera, 139-141                                                    | 41° 30′ 06″ N, 2° 19′ 06″ E / 41.501793°N,2.318397°E | IPA-9099  | Ca n'Olivella (Teià) · Vegeu més fotos d'aquest monument · Carregueu una nova foto d'aquest monument                      |
| Can Bruguera                                                   | BCIL 2016    | Obra popular XVII                  | Teià Pg. de la Riera, 160                                                        | 41° 30′ 09″ N, 2° 19′ 09″ E / 41.502599°N,2.319145°E | IPA-9101  | Can Bruguera (Teià) · Vegeu més fotos d'aquest monument · Carregueu una nova foto d'aquest monument                       |
| Masia Can Nadal                                                |              | Obra popular XVII                  | Teià C. Can Nadal, 11A-11B                                                       | 41° 29′ 54″ N, 2° 19′ 21″ E / 41.498390°N,2.322476°E | IPA-9102  | Masia Can Nadal (Teià) · Vegeu més fotos d'aquest monument · Carregueu una nova foto d'aquest monument                    |
| Cal Fuster, Cal Duran, Can Torrents                            |              | Obra popular XVIII                 | Teià C. Pau Casals, 9                                                            | 41° 29′ 50″ N, 2° 19′ 22″ E / 41.497198°N,2.322701°E | IPA-9103  | Cal Fuster (Teià) · Vegeu més fotos d'aquest monument · Carregueu una nova foto d'aquest monument                         |
| Can Padellàs                                                   | BCIL 2016    | Obra popular XVIII                 | Teià Pg. Massarosa                                                               | 41° 29′ 43″ N, 2° 19′ 32″ E / 41.495155°N,2.325423°E | IPA-9104  | Can Padellàs (Teià) · Vegeu més fotos d'aquest monument · Carregueu una nova foto d'aquest monument                       |
| Les Torres d'en Godó, cases al carrer Comte Godó               | BCIL 2016    | Modernisme XX                      | Teià Pg. de la Riera, 143-149 i c. Comte Godó, 4-6                               | 41° 30′ 08″ N, 2° 19′ 05″ E / 41.502145°N,2.318122°E | IPA-9105  | Les Torres d'en Godó (Teià) · Vegeu més fotos d'aquest monument · Carregueu una nova foto d'aquest monument               |
| Can Cambrai, Can Calcanyo                                      | BCIL 2016    | Eclecticisme XX Inici              | Teià Torrent de Can Móra, 17                                                     | 41° 30′ 21″ N, 2° 19′ 04″ E / 41.505863°N,2.317843°E | IPA-9106  | Can Cambrai (Teià) · Vegeu més fotos d'aquest monument · Carregueu una nova foto d'aquest monument                        |
| Can Munt                                                       | BCIL 2016    | Neoclassicisme XIX                 | Teià C. Torrent del Molí, 4                                                      | 41° 30′ 28″ N, 2° 19′ 04″ E / 41.507805°N,2.317863°E | IPA-9107  | Can Munt (Teià) · Vegeu més fotos d'aquest monument · Carregueu una nova foto d'aquest monument                           |
| La Palma                                                       | BCIL 2016    | Noucentisme XX Inici               | Teià C. Pere Noguera, 6                                                          | 41° 29′ 58″ N, 2° 19′ 13″ E / 41.499580°N,2.320316°E | IPA-9109  | La Palma (Teià) · Vegeu més fotos d'aquest monument · Carregueu una nova foto d'aquest monument                           |
| Can Peixau de la Torre, Can Paixau de la Torre                 | BCIL 2016    | Neoclassicisme XVIII               | Teià C. Pau Claris, 1-11                                                         | 41° 29′ 50″ N, 2° 19′ 25″ E / 41.497334°N,2.323610°E | IPA-9111  | Can Peixau de la Torre (Teià) · Vegeu més fotos d'aquest monument · Carregueu una nova foto d'aquest monument             |
| Can Mònac, Can Monar, Ca l'Amàlia, Cal Sastre Bonic            | BCIL 2016    | Gòtic XIV                          | Teià C. Berenguer Raudors, 14 - c. Trull, 17                                     | 41° 29′ 59″ N, 2° 19′ 18″ E / 41.499664°N,2.321774°E | IPA-9112  | Can Mònac (Teià) · Vegeu més fotos d'aquest monument · Carregueu una nova foto d'aquest monument                          |
| Can Padró, el Terçó, Casa Delmera                              | BCIL 2016    | Obra popular XVIII                 | Teià C. Víctor Català, 11                                                        | 41° 29′ 58″ N, 2° 19′ 11″ E / 41.499392°N,2.319758°E | IPA-30878 | Can Padró (Teià) · Vegeu més fotos d'aquest monument · Carregueu una nova foto d'aquest monument                          |
| Aqüeducte de Dosrius, aqüeducte de Vallvellida                 |              | Obra popular XIX                   | Teià C. Aqüeducte, sobre el torrent de Vallvellida                               | 41° 29′ 34″ N, 2° 19′ 04″ E / 41.492893°N,2.317877°E | IPA-36930 | Aqüeducte de Dosrius (Teià) · Vegeu més fotos d'aquest monument · Carregueu una nova foto d'aquest monument               |
| Torre de Can Pujades, Mas Noguera de la Torre                  |              |                                    | Teià C. Ramon Llull, 12, Club de Tennis Barcelona-Teià                           | 41° 29′ 42″ N, 2° 19′ 54″ E / 41.494964°N,2.331589°E | IPA-40096 | Torre de Can Pujades (Teià) · Vegeu més fotos d'aquest monument · Carregueu una nova foto d'aquest monument               |
| Can Llobet                                                     | BCIL 2016    | XIX                                | Teià C. Pau Casals, 1-3 - pg. de la Riera, 50-56                                 | 41° 29′ 50″ N, 2° 19′ 20″ E / 41.49718°N,2.32228°E   | IPA-53803 | Can Llobet (Teià) · Carregueu una nova foto d'aquest monument                                                             |
| Can Casassa                                                    | BCIL 2016    | Neoclassicisme XX                  | Teià C. Mestre Riera, 29                                                         | 41° 30′ 04″ N, 2° 19′ 14″ E / 41.50101°N,2.32049°E   | IPA-54168 | Can Casassa (Teià) · Modifica el valor a Wikidata · Carregueu una nova foto d'aquest monument                             |
| Les Escaletes                                                  | BCIL 2016    | Obra popular XX                    | Teià C. de les Escales                                                           | 41° 30′ 03″ N, 2° 19′ 13″ E / 41.50071°N,2.32024°E   | IPA-54174 | Les Escaletes (Teià) · Modifica el valor a Wikidata · Carregueu una nova foto d'aquest monument                           |
| Ca l'Antiga                                                    | BCIL 2016    | Obra popular, eclecticisme XV, XIX | Teià Torrent Dr. Barrera, 84                                                     | 41° 30′ 07″ N, 2° 19′ 27″ E / 41.50203°N,2.32425°E   | IPA-54175 | Carregueu una nova foto d'aquest monument                                                                                 |
| Cementiri de Teià                                              | BCIL 2016    | Obra popular XIX                   | Teià Camí del Cementiri - c. Disseminats, 20                                     | 41° 30′ 04″ N, 2° 19′ 32″ E / 41.50119°N,2.32557°E   | IPA-54176 | Cementiri de Teià · Modifica el valor a Wikidata · Carregueu una nova foto d'aquest monument                              |
| La Unió                                                        | BCIL 2016    | Eclecticisme XIX                   | Teià Pg. de la Riera, 116-118 - c. Berenguer Raudors, 1-3                        | 41° 29′ 59″ N, 2° 19′ 15″ E / 41.49969°N,2.32072°E   | IPA-54177 | La Unió (Teià) · Modifica el valor a Wikidata · Carregueu una nova foto d'aquest monument                                 |
| Can Xen, Can Famades: façana                                   | BCIL 2016    | Obra popular, gòtic XIV, XVII, XIX | Teià Ptge. de Can Feu, 7-9                                                       | 41° 29′ 51″ N, 2° 19′ 21″ E / 41.49763°N,2.32243°E   | IPA-54182 | Can Xen (Teià) · Modifica el valor a Wikidata · Carregueu una nova foto d'aquest monument                                 |
| Ajuntament                                                     | BCIL 2016    | Noucentisme                        | Teià C. Pere Noguera, 12                                                         | 41° 29′ 58″ N, 2° 19′ 12″ E / 41.49957°N,2.31989°E   | IPA-54187 | Ajuntament (Teià) · Vegeu més fotos d'aquest monument · Carregueu una nova foto d'aquest monument                         |
| Can Dardanyà, Can Joanet                                       | BCIL 2016    | Neoclassicisme XIX, XX             | Teià C. Guilleries, 3 - c. Víctor Català, 1-9 - Torrent de Casa Bru, 22          | 41° 29′ 57″ N, 2° 19′ 12″ E / 41.49908°N,2.31989°E   | IPA-54189 | Can Dardanyà (Teià) · Modifica el valor a Wikidata · Carregueu una nova foto d'aquest monument                            |
| Plaça de la Fonda i el Mercat, Plaça de Vendre                 | BCIL 2016    | Modernisme                         | Teià Pl. Catalunya                                                               | 41° 29′ 56″ N, 2° 19′ 16″ E / 41.4988°N,2.3210°E     | IPA-54190 | Plaça de la Fonda i el Mercat (Teià) · Modifica el valor a Wikidata · Carregueu una nova foto d'aquest monument           |
| Can Llibreter                                                  | BCIL 2016    | Noucentisme XVI, XIX               | Teià Torrent de les Monges, 2-12 - pg. de la Riera, 51-61 - c. de Barcelona, 8-1 | 41° 29′ 53″ N, 2° 19′ 17″ E / 41.49806°N,2.32137°E   | IPA-54191 | Can Llibreter (Teià) · Carregueu una nova foto d'aquest monument                                                          |
| Can Cinto Feu, Can Vista                                       | BCIL 2016    | Obra popular XVII                  | Teià Pg. de la Riera, 60-64 - pg. de Can Feu, 1                                  | 41° 29′ 58″ N, 2° 19′ 12″ E / 41.49957°N,2.31989°E   | IPA-54192 | Can Cinto Feu (Teià) · Carregueu una nova foto d'aquest monument                                                          |
| Can Llaurador                                                  | BCIL 2016    | Obra popular XVI                   | Teià Av. J. Roca Suarez, 32-38                                                   | 41° 29′ 37″ N, 2° 19′ 24″ E / 41.49362°N,2.32337°E   | IPA-54195 | Can Llaurador (Teià) · Vegeu més fotos d'aquest monument · Carregueu una nova foto d'aquest monument                      |
| Ca l'Americano, Can Jorba                                      | BCIL 2016    | Eclecticisme XX                    | Teià Torrent Dr. Barrera, 22 - c. Folch i Torres                                 | 41° 29′ 55″ N, 2° 19′ 23″ E / 41.49856°N,2.32295°E   | IPA-54196 | Ca l'Americano (Teià) · Modifica el valor a Wikidata · Carregueu una nova foto d'aquest monument                          |
| Can Botei: façana                                              | BCIL 2016    | Eclecticisme XX                    | Teià Pg. de la Riera, 29-33 - c. de la Cerdanya, 21-27 - c. J. Puigoriol, 2-8    | 41° 29′ 48″ N, 2° 19′ 19″ E / 41.49666°N,2.32181°E   | IPA-54197 | Can Botei (Teià) · Carregueu una nova foto d'aquest monument                                                              |
| Can Llaurador de Dalt: façana                                  | BCIL 2016    | Obra popular XVII                  | Teià C. Josep Sabatés, 13                                                        | 41° 30′ 01″ N, 2° 19′ 06″ E / 41.50019°N,2.31845°E   | IPA-54198 | Carregueu una nova foto d'aquest monument                                                                                 |